# Dipodomys agilis
Dipodomys agilis es una especie de roedor de la familia Heteromyidae.

## Distribución geográfica
Se encuentran en la Baja California, México y sur de California en los Estados Unidos.